# Polizistenprozess um Robert S.
Der Polizistenprozess um Robert S. bezeichnet den Fall des 18-jährigen Schülers Robert Syrokowski. Er  wurde am Morgen des 1. Dezember 2002 im betrunkenen Zustand von zwei Polizisten auf einer Landstraße ausgesetzt. Dort wurde er wenig später von einem Auto überfahren.

## Tathergang
Am 30. November 2002 feierte Robert Syrokowski mit Freunden in der Diskothek „Ziegelei“ in dem Ort Groß Weeden. Er verließ alleine das Lokal, betrunken und nur leicht bekleidet. In seinem Blut wurden später 1,99 Promille Alkohol gemessen. In der Einfahrt zu einer Mülldeponie brach er zusammen und verlor das Bewusstsein. Umstehende alarmierten die Polizei, die einen Notarzt schickte. Als Robert Syrokowski wieder zu sich kam, weigerte er sich, in ein Krankenhaus gefahren zu werden. Der Notarzt ließ ihn alleine zurück. Syrokowski betrat das Grundstück der Eheleute B. und klingelte mehrfach an ihrer Haustür. Er behauptete, in diesem Haus zu wohnen und er wolle eingelassen werden. Es stellte sich heraus, dass Robert Syrokowski mit seiner Familie am selben Tag innerhalb Lübecks umgezogen war.
Die Eheleute Ulrike und André B. riefen die Polizei. Die Polizisten Alexander M. und Hans Joachim G. entfernten Robert Syrokowski von dem Grundstück – angeblich zum „Ausnüchtern“.  Tatsächlich jedoch setzten sie ihn um 4:33 Uhr auf der Kronsforder Hauptstraße aus, einer unbewohnten Landstraße. Sie verläuft zwischen Lübeck und Bliestorf im Kreis Herzogtum Lauenburg und befindet sich außerhalb ihres Zuständigkeitsbereichs. Zwei Kilometer von der Stelle entfernt, an der Robert Syrokowski von den Polizisten zurückgelassen wurde, erfasste ihn um 5:30 Uhr ein VW Golf. Er war sofort tot. Den Wagen fuhr die 22-jährige Johanna H., die den – laut Angaben auf der Straße kauernden – Robert Syrokowski zu spät bemerkt hatte. Es stellte sich heraus, dass Syrokowski zum Zeitpunkt des Unfalls weder Schuhe noch Strümpfe trug. Diese hatte er mutmaßlich zuvor ausgezogen, bei einer Temperatur von drei Grad Celsius.

## Ermittlungen
Die Ermittlungen sollten ergründen, ob die beiden Streifenpolizisten, die Robert Syrokowski in den frühen Morgenstunden des 1. Dezember auf der Kronsforder Hauptstraße aussetzten, die hilflose Lage des Jungen erkannt und ihn bewusst dieser Gefahr ausgeliefert hatten. Die Polizisten sagten aus, Robert Syrokowski habe nicht hilflos gewirkt. Das Ausmaß seiner Alkoholisierung hätten sie laut Angaben nicht erkannt. Vom vorhergehenden Polizeieinsatz hätten sie nichts gewusst. Später gaben sie zu Protokoll, Robert Syrokowski habe den Streifenwagen auf eigenen Wunsch verlassen, weil er nicht nach Hause gefahren werden wollte. Was danach passierte, konnte im Prozess nicht rekonstruiert werden.
Ulrike und André B., das Ehepaar, an deren Haustür Syrokowski geklingelt hatte, sagten aus, die angeklagten Polizisten hätten den Jungen nicht ernst genommen. Das habe auf das Paar befremdlich gewirkt. Außerdem konnte nicht geklärt werden, warum die beiden Polizisten nichts von dem Einsatz des Notarztes und damit von Syrokowskis Sturz und seinem Zustand wissen konnten.

## Prozess
Zunächst wurde der Fall sowohl von der Staatsanwaltschaft Lübeck als auch von der Generalstaatsanwaltschaft Schleswig abgelehnt. Als Begründung wurde angeführt, bei dem Fall Robert Syrokowski handele es sich um eine schicksalhafte Verkettung unglücklicher Umstände, daher trage niemand die Verantwortung. Erst nach einer Beschwerde von Robert Syrokowskis Eltern beim Oberlandesgericht wurde Anklage erhoben. Dies geschah aufgrund der offenen Frage, warum die Beamten Robert Syrokowski nicht nach Hause oder in eine Ausnüchterungszelle brachten. Das Oberlandesgericht sah einen hinreichenden Tatverdacht. Die Ermittlungen und schließlich die Erhebung der Anklage vor dem Landgericht Lübeck wurden daraufhin fortgesetzt.
Die Richter glaubten nicht, dass Syrokowski darum gebeten hatte, auf halber Strecke aus dem Polizeiwagen auszusteigen. Sicher war nämlich, dass die zwei Polizeibeamten die Fahrt nicht bei ihrer Einsatzzentrale gemeldet hatten, so wie es zur Dokumentation eines Einsatzes Pflicht ist. Im Frühling 2007, über vier Jahre nach Robert Syrokowskis Tod, kam es zu einer ersten Hauptverhandlung.
Die Polizisten Alexander M. und Hans Joachim G. wurden wegen Aussetzung einer hilflosen Person mit Todesfolge angeklagt. Sowohl die Verteidiger der Polizeibeamten als auch die Staatsanwaltschaft plädierten auf Freispruch. Dem Staatsanwalt zufolge bestünde zwar ein Tatverdacht, hingegen könnte nicht zweifelsfrei bewiesen werden, dass die Polizisten die hilflose Lage des Jungen erkannten. Die beiden hätten jedoch eine „schwere moralische Schuld“ auf sich geladen, indem sie ihn sich selbst überließen. Und auch, weil einer von beiden sagte, er würde noch einmal genauso handeln.
Das Verfahren wegen fahrlässiger Tötung gegen Johanna H., die Fahrerin des Wagens, durch welchen Robert Syrokowski zu Tode kam, wurde im Januar 2006 eingestellt. Die Angeklagte hatte zum Unfallhergang geschwiegen. Im Prozess gegen die beiden Polizisten sollte sie als Zeugin aussagen – jedoch verunglückte Johanna H. genau 14 Stunden vor Prozessauftakt selbst tödlich bei einem Verkehrsunfall. Der Vorsitzende Richter Christian Singelmann sprach von einer schicksalhaften Verknüpfung der Ereignisse.

## Verurteilung
In der ersten Hauptverhandlung verurteilten die Lübecker Richter die zwei Polizeibeamten wegen Fahrlässiger Tötung zu einer Bewährungsstrafe von jeweils neun Monaten. Die Beamten gingen daraufhin in Revision, um einen Freispruch zu erzielen. Aus diesem Grund legten Robert Syrokowskis Eltern ebenfalls Revision ein. Sie begründeten dies damit, dass das Landgericht Lübeck die Polizisten nicht wegen Aussetzung mit Todesfolge verurteilt hatte. Für dieses Urteil hätte die Mindeststrafe drei Jahre Haft betragen.
Am 10. Januar 2008 ging der Fall zum Dritten Strafsenat des Bundesgerichtshofs (BGH) und es kam zu einer öffentlichen Hauptverhandlung. Die Eltern von Robert Syrokowski wurden vom Hamburger Revisionsspezialisten Johann Schwenn vertreten, während die Anwälte der Angeklagten fehlten. Überraschenderweise änderte die Bundesanwaltschaft ihren Standpunkt und plädierte dafür, das ursprüngliche Lübecker Urteil aufrechtzuerhalten. Die Revision der Staatsanwälte und die der Angeklagten hielten sie für unbegründet. Schließlich wurde das Urteil nicht aufrechterhalten, sondern aufgehoben und nicht nach Lübeck zurückverwiesen, sondern nach Kiel. Der Bundesgerichtshof begründete diese Entscheidung damit, dass es beim Landgericht Lübeck „durchgreifende rechtliche Bedenken“ vermute, da dieses das Vorliegen einer Aussetzung mit Todesfolge verneint habe.
Den Kieler Landrichtern zufolge habe wenigstens der Angeklagte Alexander M. die Hilflosigkeit von Robert Syrokowski erkannt. Am 17. September 2008 wurde der 46-jährige unter dem Aktenzeichen 8 Ks 6/08 wegen Aussetzung einer hilflosen Person mit Todesfolge zu einer Freiheitsstrafe von 18 Monaten verurteilt. Die Strafe wurde vom Landgericht Kiel verhängt und zur Bewährung ausgesetzt. Das Urteil bedeutete das Ende seiner Laufbahn als Polizeibeamter. Für den ihm unterstellten 59-jährigen Hans-Joachim G. wurde eine neunmonatige Freiheitsstrafe verhängt, ebenfalls auf Bewährung.

## Rechtslage
Die Rechtsprechung orientiert sich in vielen Aussetzungsfällen an den Grundsätzen, die im Rahmen von Straßenverkehrsdelikten entwickelt wurden. Dies liegt daran, dass die geringe Zahl an Anklagen sowie Verurteilungen wegen Aussetzungen dazu führt, dass sich ihre Rechtsprechung selbst kaum entwickelt.

## Verarbeitung
Durch die große Medienpopularität des Falls um Robert Syrokowski erhielt der Tatbestand der Aussetzung zunehmend Aufmerksamkeit. Damit einher ging die Diskussion um die moralische Verfehlung der zwei Polizeibeamten. Der Staatsanwalt hatte im Prozess gesagt, dass die Angeklagten eine „schwere moralische Schuld“ auf sich geladen hätten.
Der Jurist Sönke Gerhold untermauerte mit dem Urteil vom 10. Januar 2008 seine Argumentation für die Verschärfung der polizeilichen Pflichten bei hilflosen Personen.
Die Gerichtsreporterin Sabine Rückert schrieb mehrfach in der Wochenzeitung Die Zeit über den Fall um Robert Syrokowski. Auch in einer Folge des Podcasts Zeit: Verbrechen mit dem Titel 110 – Bei Anruf Tod diskutierte sie mit ihrem Kollegen Andreas Sentker über die Schuld der zwei Polizeibeamten. Basierend auf dieser Podcast-Folge entstand 2024, produziert von X-Filme und unter der Regie von Mariko Minoguchi, ein Spielfilm mit zugehöriger Dokumentation mit dem Namen Dezember.